# عضلة هيكلية

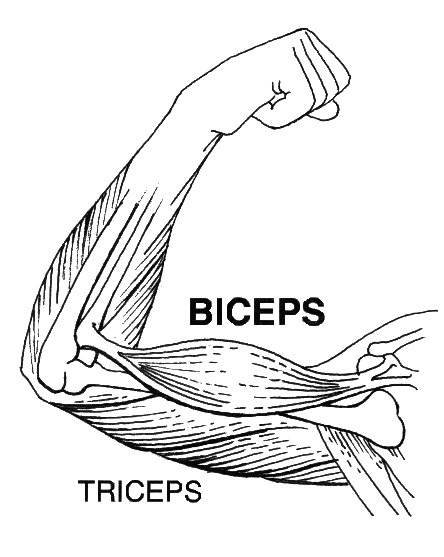
العضلة ثنائية الرؤوس وثلاثية الرؤوس

العضلة الهيكلية كما تُعرف باسم العضلة المخططة (بالإنجليزية: Skeletal muscle أو striated muscle أو striped muscle) هي المحرك الأساسي لجسم الإنسان وتشمل أغلب عضلات جسم الإنسان؛ فهي تشمل ما نسبته 40% من وزن الجسم، ويوجد في الجسم نحو 475 عضلة هيكلية مختلفة، ووظيفتها هي تحريك عظام الهيكل العظمي والتحكم في موضع كلٍ منها. تتصل العضلات بالعظام عن طريق الأوتار (tendons)، وتقسم كل عضلة -بحسب مكان ارتباطها بالعظمة- إلى قسمين رئيسيين: المنشأ، والمغرس. فالمنشأ هو المكان -على العظمة- الذي ترتبط به نهاية العضلة والقريب من أصل العظمة (ملاحظة هامة: في علم التشريح أصل أي عضو يكون بالنسبة للقلب، فأي عضو له جزءان قريب عن القلب وبعيد عنه يسمى الأول «الجزء القريب من العضو» (proximal) ويسمى الآخر «الجزء البعيد» (distal) (مثلاً في المقارنة بين العضد والكف في أحد الطرفين العلويين، يكون العضد هو الجزء القريب بالنسبة للكف، والكف يكون بعيداً بالنسبة للعضد). ويمكن تعريف منشأ العضلة أيضاً أنه مكان ارتباط العضلة بالجزء الأكثر ثباتاً من العظمة. وأما مغرس العضلة فهو مكان ارتباط نهاية العضلة بالعظمة من الجزء القاصي منها، أو هو مكان ارتباط العضلة بالجزء الأكثر حركة في العظمة.
عندما تكون العظام المرتبطة بالعضلات متصلةً عبر مفصل متحرك، فإن انقباض العضلة يسبب حركة هذه العظمة، فإذا كان انقباض العضلة يؤدي إلى اقتراب العظمتين من بعضهما فإن العضلة تسمى عضلة قابضة (flexor)، وعندما يكون انقباض العضلة يسبب تباعد العظمتين فإن العضلة تسمى عضلة باسطة (extensor).أغلب المفاصل يتحكم بحركة عظامها زوجٌ من العضلات، وتسمى هذه العضلات بالعضلات المناهضة (أو مجموعة العضلات المناهضة antagonistic muscle groups).
ومثال ذلك عضلتا العضد: العضلة ذات الرأسين (biceps muscle) والعضلة ثلاثية الرؤوس (triceps muscle)؛ فذات الرأسين تُقَرِّب -في انقباضها- الساعد من العضد وبذا فهي العضلة القابضة، أما انقباض ثلاثية الرؤوس فيؤدي إلى تباعدٍ بين الساعد والعضد، وبذا فهي العضلة الباسطة، لاحظ هنا أن انقباض إحدى العضلات يترافق مع انبساط عضلة مناهضة والعكس بالعكس.

## تكوين الخلية العضلية

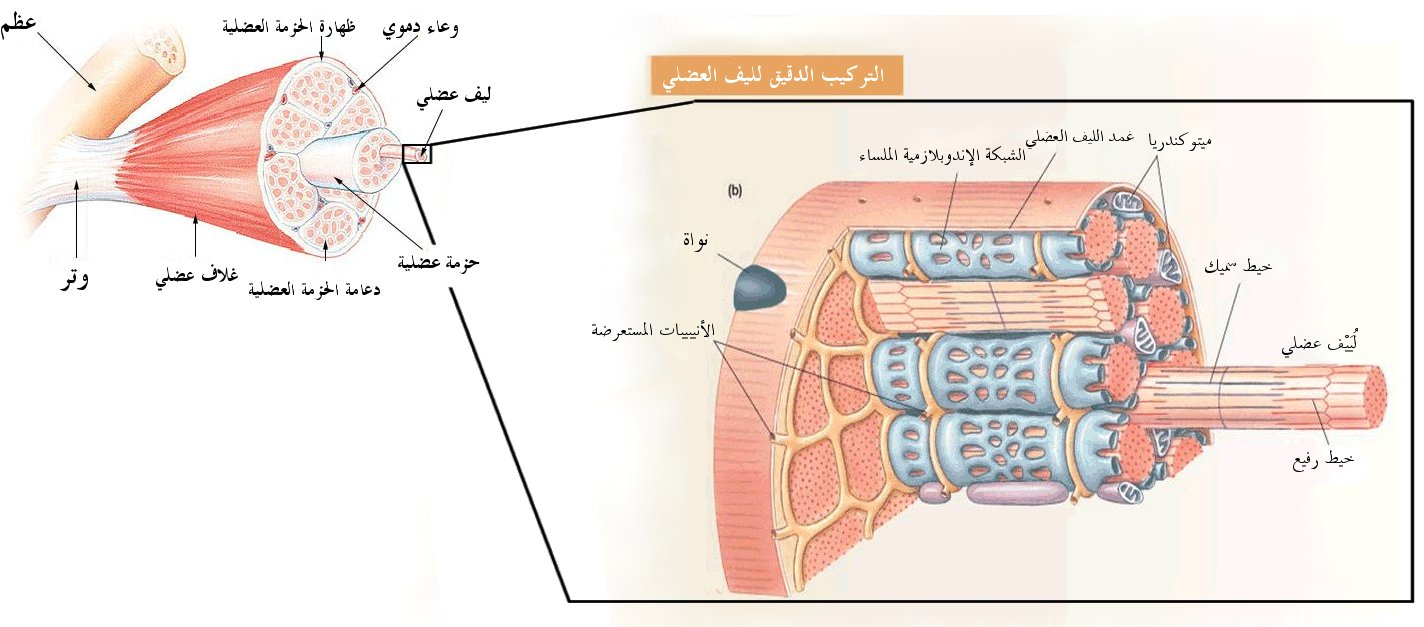
توضيح لتركيب اللييف العضلي ومكوناته

تتكون العضلات من مجموعة من الخلايا العضلية، أو «الألياف العضلية» والتي هي عبارة عن خلية طويلة، أسطوانية الشكل، وتحتوي عدة مئات من الأنوية موجودة على سطح الخلية حيث الأنوية طرفية ولا تتواجد في مركز ووسط الخلية. والخلية العضلية أطول أنواع الخلايا في الجسم وهي تنتج عن اندماج عدة خلايا عضلية في المرحلة الجنينية.
تكون الألياف العضلية مصطفة بشكل متوازٍ في العضلة، وتُحاط بنسيج ضام، وتجتمع الألياف في «حُزم (م: حزمة)» ويكون بين هذه الحزم ألياف كولاجين، وألياف مرنة، وأوعية دموية وأعصاب. تحاط العضلة كلها بنسيج ضام يتصل مع النسيج الضام المحيط بالألياف والحزم وكذلك يتصل بالأوتار الرابطة للعضلة بالعظم.
للخلايا العضلية بشكل خاص مصطلحاتُ تختلف عن باقي الخلايا؛ فالخلية العضلية تسمى ليفاً عضلياً، والغشاء البلازمي يسمى غِمد الليف العضلي. يحتوي الليف العضلي على اللييفات العضلية وهي عبارة عن البروتينات المرنة التي تقوم بعملية الانقباض، ويحتوي الليف أيضاً على شبكة إندوبلازمية ملساء مختلفة عن تلك الموجودة في الخلايا العادية، تقوم بتخزين الكالسيوم إلى حين الحاجة (انقباض العضلات)، كما أنه توجد شبكة من الأنيبيبات المستعرضة والتي تدعي (أنيبيبات T) والتي من أهم وظائفها نقل السيال العصبي إلى داخل الليف العضلي مما يساهم في استجابة العضلة كلها وبشكل أسرع مما لو كان انتقال السيال العصبي سينتقل عبر انتشار الشحنة الموجبة إلى داخل الليف العضلي؛ ذلك أن الأنيبيب المستعرض يكون متصلاً مع المنطقة خارج الليف العضلي. اجتماع الأنيبيبات المستعرضة مع الشبكة الإندوبلازمية حولها من الناحيتين يكون ما يعرف بالثالوث (triad).
يحتوي السيتوسول الموجود بين اللييفات العضلية على غلايكوجين ومايتوكندريا. غلايكوجين هو الشكل الذي يُحفظ به الغلوكوز ويوفر الطاقة لانقباض الليف العضلي، أما المايتوكندريا فتوفر أغلب الطاقة المحتاجة لانقباض الليف العضلي عن طريق الفسفرة التأكسدية (oxidative phosphorylation).

## اللييفات العضلية
يحتوي الليف العضلي على الآلاف من اللييفات العضلية والتي تحتل المساحة الأكبر ولا تترك إلا القليل منها للسيتوسول. من هذه اللييفات ما هو قَلوص (أو قابل للتقلص) كالأكتين (Actin) والميوسين (Myosin) ومنها ما هو تنظيمي كالتروبونين (Troponin) والتروبوميوسين (Tropomyosin) ومنها ما هو إضافي كالتينين (Tinin) والنيبيولين (Nebulin).

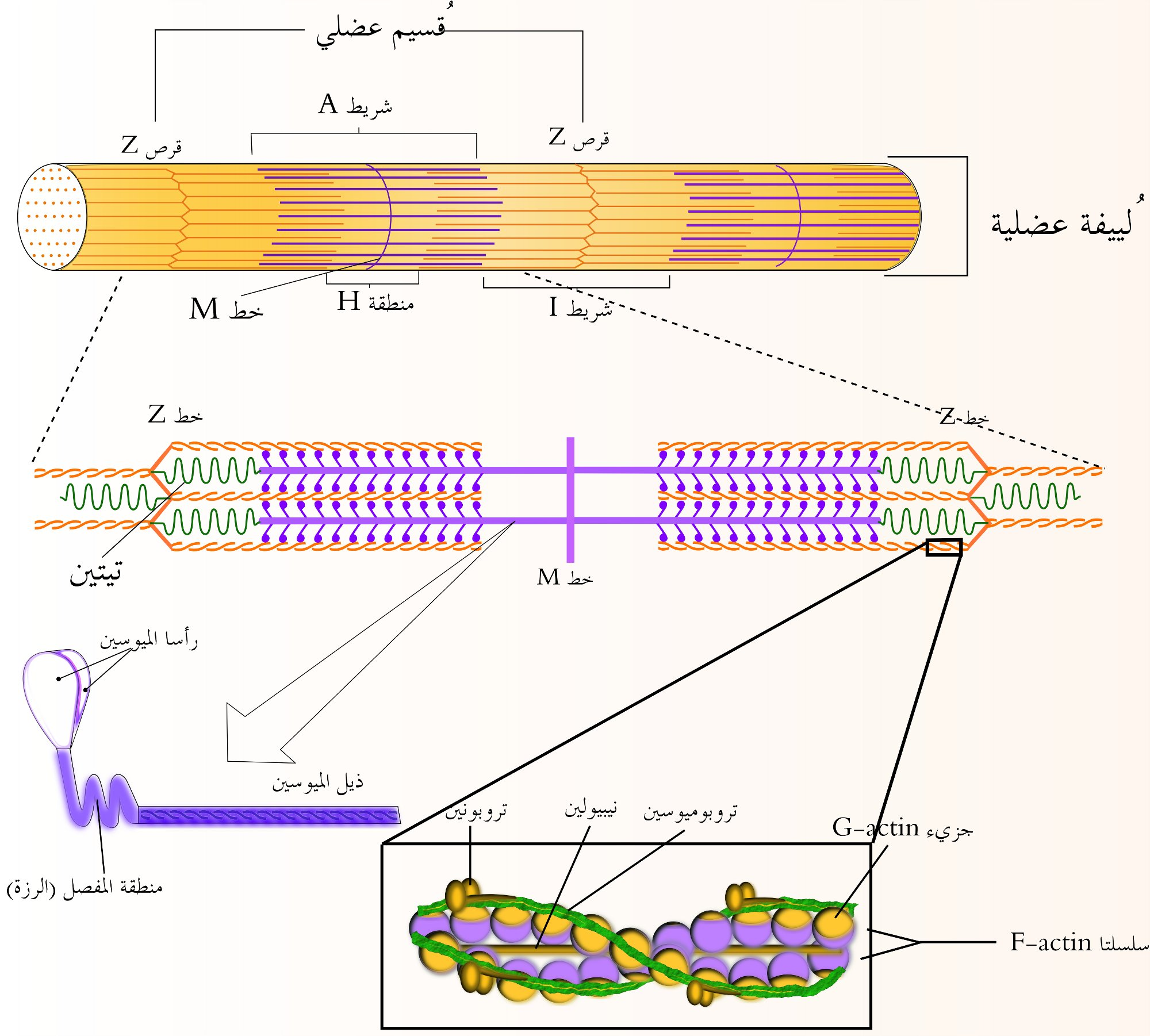
توضيح لتركيب الليف العضلي

الأكتين هو البروتين الذي يكون الخيوط الرفيعة. يتكون جزيء الأكتين من بروتين كروي هو الأكتين (G-actin). تجتمع جزيئات الأكتين لتكون سلاسل طويلة من الأكتين هي (F-actin) والتي تلتف كل اثنتين منها حول بعضها لتكون الخيط الرفيع أو خيط الأكتين.
تترتب خيوط الأكتين والميوسين بشكل متوازٍ حول بعضها، وتتصل خيوط الأكتين بخيوط الميوسين عن طريق الجسور العرضية والتي تخترق المساحة الكائنة بينها، وتتكون الجسور العرضية بين الخيطين عندما يتصل رأس الميوسين بالأكتين في موقع ارتباطه عليه (كل جزيء أكتين يحتوي موقعاً واحداً لارتباط رأس الميوسين عليه).
الميوسين هو البروتين الحركي في اللييف العضلي وله هيئات مختلفة تختلف باختلاف العضلة وتحدد سرعة انقباض العضلة. يتكون جزيء الميوسين من مجموعة من سلاسل البروتين التي تتداخل فيما بينها لتكون الجزء الطويل من الجزيء (الذيل) وزوجاً من الرؤوس في نهاية الجزيء. اجتماع حوالي 250 جزيئاً من الميوسين يكون الخيوط الثخينة في اللييف العضلي.
تترتب جزيئات الميوسين في خيط الميوسين بحيث تكون الرؤوس متجمعة على طرف الخيط، والذيول في المنطقة الوسطى، وتكون المنطقة الوسطى أكثر صلابة من منطقة الأطراف والتي تحتوي الرؤوس القابلة للتحرك من جزيئات الأكتين. ترتبط رؤوس الأكتين ببقية الجزيء عن طريق منطقة تسمى «الرزّة» أو «المفصل» (Hinge region)
ترتيب الأكتين والميوسين الموجود في اللييف العضلي للعضلة الهيكلية يوجد نمطاً محدداً في اللييف العضلي تحت المجهر الضوئي (أي أنها ستظهر كمناطق فاتحة وأخرى قاتمة تحت المجهر وبشكل متكرر على طول الليف). كل تكرار لهذا النمط يسمى بالقُسَيم العضلي (أو القطعة العضلية) والذي يحتوي الأجزاء التالية:
1-أقراصZ: يتكون كل قسيم عضلي من شريطي Z يحيطان به على جانبيه وهو عبارة عن بروتين ترتبط به الخيوط الرفيعة.
2-شريط I: هي المنطقة الأفتح في القسيم العضلي وتحتوي فقط على الخيوط الرفيعة، ويقسمه من المنتصف قرصُ Z، ويكون نصفها الأول في قسيم عضلي ونصفها الآخر في القسيم المجاور.
3- شريط A: تشكل المنطقة الأكثر قتامة في القسيم العضلي، وتحتوي على كامل طول الأكتين، وتكون منطقة الأطراف أشد قتامة من المنطقة الوسطى.
4- منطقة H: هي المنطقة الأقل قتامة (شبه مضيئة) وتحتوي فقط على خطوط الميوسين
5-شريط M: هو عبارة عن بروتينات تصل بين الخيوط الثخينة في منتصف منطقة A، وتشابه أقراص Z للخيوط الرفيعة.
أما من حيث التركيبُ ثلاثيُّ الأبعاد فإننا سوف نرى أن كل خيط رفيع يحيط به ثلاث خيوط سميكة، وأن كل خيط سميك يحاط بست خيوط رفيعة والتي تتصل بأقراص Z من كل نهاية للقُسَيْم العضليِّ.
من أهم التراكيب التي توجد في القسيم هي بروتين التيتين (Titin) وهو من أكبر البروتينات المعروفة (25000 حمض أميني) وهو بروتين مرن ينطلق من قرص Z وحتى خط M ويعمل على تثبيت الخيوط المنقبضة (الميوسين تحديدا) وعلى إعادة العضلة إلى وضعها الأصلي بعد الانقباض. يساعد التيتين في أداء وظيفته في صف الخيوط المنقبضة بشكل متوازٍ بروتينٌ آخر هو بروتين النِّبيولين (Nebulin) وهو بروتين غير مرن يثبت خيوط الأكتين إلى قرص Z.
انقباض الليف العضلي

## انقباض الليف العضلي

### الخطوات العامة المؤدية لانقباض الليف العضلي
قبل التعرف على طريقة انقباض الليف العضلي، يجب أن نوضح بعض المصطلحات وهي: التوتر، وهو القوة التي تنتج عن انقباض الليف العضلي. الحِمل، وهو الوزن أو القوة التي تقاوم انقباض العضلة. الانقباض هو خلق توتر في العضلة، وهو عملية تحتاج للطاقة من الـATP. الارتخاء، هو إزالة التوتر الذي تكوّن بفضل الانقباض.
لنأت الآن إلى الخطوات الأساسية في انقباض الليف العضلي وهي:
1-تحويل الإشارة الكيميائية القادمة من العصبون إلى كهربائية تستخدم في تحريك العضلة، وهذه العملية تحدث في الموصل العصبي العضلي (المنطقة التي تقع بين نهاية العصبون أو المشبك والليف العضلي). وفيها تكون الإشارة الكيميائية عبارة عن الأسيتِل كولين (Acetil Cholin) والتي عندما تصل غمد الليف العضلي يسري عليه جهد فعل.
2- تَقارُنُ الاسْتِثارَةِ والتَّقَلُّص: ويعني الوصل بين الإثارة التي يسببها جهد الفعل الذي سرى على غمد الليف العضلي وبين انقباض الليف العضلي، وذلك يحدث بأن يتسبب جهد الفعل (الذي سار على الغمد حتى وصل أنيبيبات T) في إفراز أيونات الكالسيوم من مصدرها والتي ستتسبب في فتح مواقع ارتباط الميوسين بالأكتين على خيوط الأكتين ومن ثم انقباض الليف العضلي.
3- دورة التقلص-الارتخاء: يمكن تفسيرها على المستوى المجهري بأنها نظرية الخيوط المنزلقة، وعلى المستوى الجاهري تُسمى «اختلاجة». ولنشرح قليلاً عن نظرية الخيوط المنزلقة قبل الخوض في تفاصيل الانقباض.
كان الاعتقاد السائد سابقاً أن العضلات تتكون من جزيئات قابلة للالتفاف ولذلك يقصر طولها، وقد دعم هذا الافتراض عندما اكتُشف الميوسين القابل للانكماش عند تعرضه للحرارة ولكن وفي عام 1954 قام العالمان هكسلي وهانسون بملاحظة أن شريط A والذي يمثل خيط الميوسين بشكل رئيس لا يقصر طوله عند انقباض الليف العضلي مما حذا بها إلى التفكير بنظرية غير التي كانت سائدة.
أنت عندما تنظر لصورة مجهرية لليف العضلي في حالة ارتخاء سوف ترى خيوط الأكتين بالكاد تتداخل مع بعضها أما عند انقباض الليف العضلي نرى أن الليف عندما ينقبض يقصر طول شريط I ومنطقة H بحيث يكادان يختفيان وسوف ترى أن أقراص Z سوف تقترب من بعضها، وأن خيوط الأكتين تداخلت بشكل واضح مع خيوط الميوسين (انزلقت عليها-ومن هنا جاءت التسمية).
فكيف جرى التداخل إذاً؟
جرى التداخل بأن انزلقت خيوط الأكتين على خيوط الميوسين وذلك بأن ترتبط رؤوس زوائد الميوسين بمواقع ارتباطها على خيوط الأكتين ومن ثم تقوم بعمل ما يسمى قوة التجديف (power stroke) وهو أنّ رأس الميوسين يميل باتجاه الذراع ساحباً خيط الأكتين نحو وسط القسيم العضلي مستخدما طاقة من الـATP.
تكوين جهد الفعل على طول غمد الليف العضلي

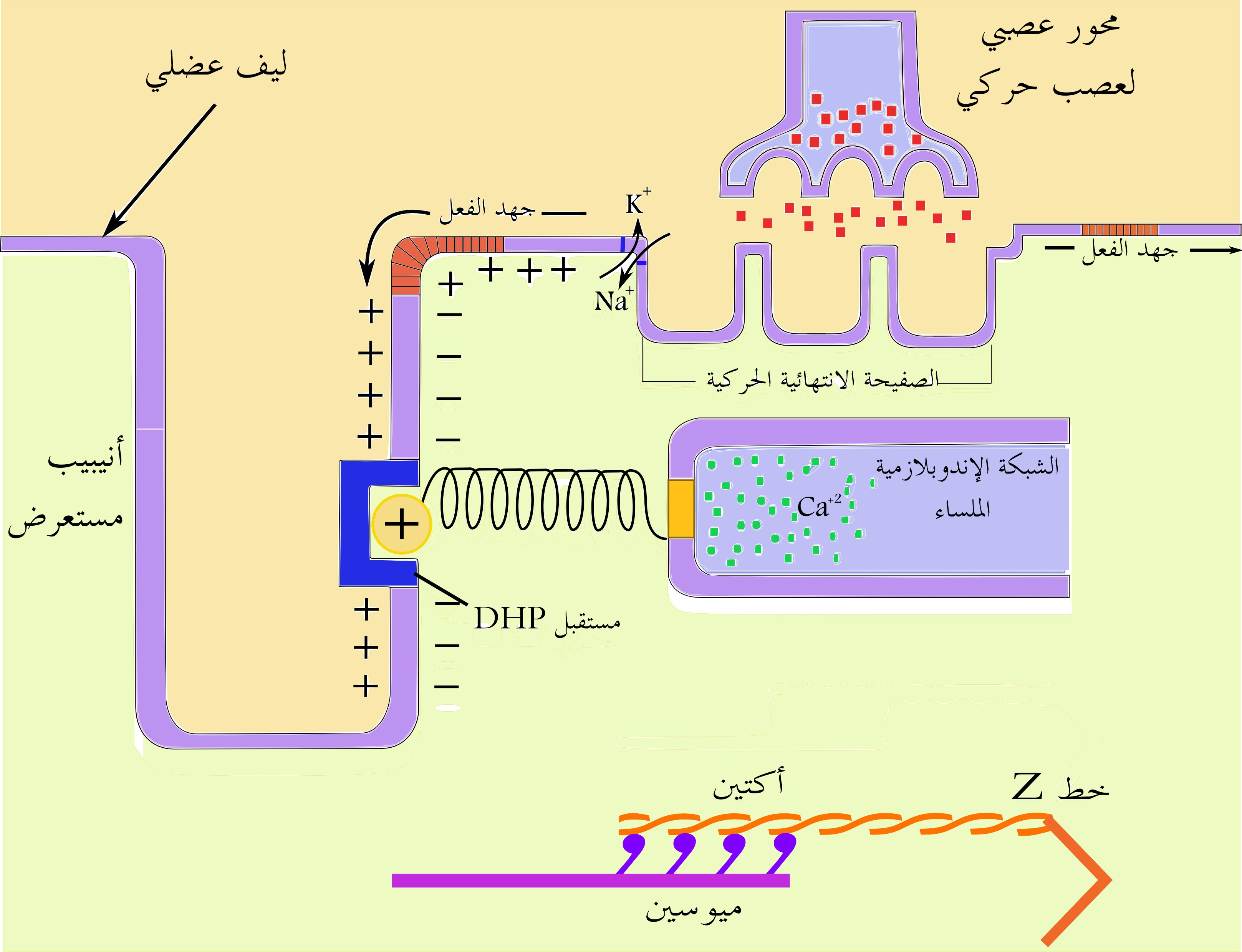
إثارة الليف العضلييسري

 جهد الفعل على طول العصب حتى يصل إلى نهايته المتثلة بالعضلة الهيكلية، وهناك يفرز الأسيتل كولين الذي يسبب انتشار جهد الفعل على طول الليف العضلي ويدخل الليف العضلي عبر أنيبيبات T، مسبباً انقباض الليف العضلي والألياف المجاورة ولذلك انقباض العضلة كلها، ولنأت الآن إلى تفصيل ذلك.
يحتوي طرف العصب على أجسام مستعرضة "dense bars" موجود عند كل طرف لكل منها قنوات كالسيوم وهي بوابات فولطية (حساسة لمرور تيار كهربائي)، ويوجد أيضاً الكثير الحويصلات (هذه الحويصلات تصنع في جسم الخلية العصبية بوساطة أجسام غولجي) وتحتوي أسيتل كولين وتقوم بإفرازه عند الحاجة ويوجد منه حوالي 300,000 حويصلة. تتصل النهاية العصبية بالعضل عن طريق منطقة على الليف العضلي تسمى الصفيحة الانتهائية الحركية وهذه المنطقة الواقعة بين الليف العضلي والنهاية العصبية تحتوي إنزيما يسمى أسيتل كولينستيراز (محطم الأسيتل كولين) (acetylcholinesterase) والذي يحطم الأسيتل كولين بعد فترة قصيرة من إفرازه.
بوصول جهد الفعل إلى طرف العصب تفتح بوابات الكالسيوم لتسمح بدخول الكالسيوم من الصفيحة الانتهائية إلى داخل العصب والذي يقوم بالتأثير على حويصلات الأسيتل كولين فيجذبها نحو غشاء الليف العضلي لتفرز محتوياتها عن طريق الإيماس (قذف الخلية لمحتوياتها خارج الخلية) (exocytosis) فيرتبط الأسيتل كولين بمستقبلاته على غمد الليف العضلي، وهذه المستقبلات هي عبارة عن بروتينات تخترق غشاء الغمد ويتكون كل منها من أربع أنواع من البروتينات (ألفا، بيتا، دلتا وجاما) والتي تشكل قناة الأسيتل كولين والتي تكون أنبوبية الشكل، يؤدي ارتباط الأسيتل كولين عليها إلى إحداث تغيير في شكل بروتينات هذه القناة سامحاً للصوديوم أن يدخل لداخل الغمد. ويكون قطر هذه القنوات 0,65 نانومتراً وهو مناسب لدخول الأيونات الموجبة المهمة لنقل جهد الفعل وهي الكالسيوم والصوديوم والبوتاسيوم وتكون مشحونة بشحنة سالبة على الجهة العلوية منها (قريباً من خارج الخلية) مما يسمح فقط للأيونات الموجبة فقط بالمرور من خلالها. مع العلم أن الصوديوم يدخل بشكل أكبر بكثير من خروج البوتاسيوم وذلك لأن الشحنة في الخارج سالبة بالنسبة للداخل وهذا يحفز دخول الأيونات الموجبة للداخل ويمنع خروج الأيونات الموجبة للخارج؛ مما يعني هذا تحفيز دخول الصوديوم موجب الشحنة للداخل ومنع خروج البوتاسيوم موجب الشحنة للخارج.
هذا يؤدي إلى تكوين جهد فعل في منطقة اتصال الغمد مع العصب وجهد الفعل هذا يسمى جهد الصفيحة الانتهائية (end-plate potential) والذي سوف ينتشر على طول الغمد العضلي كما ينتشر جهد الفعل في الأعصاب، فتفتح قنوات الصوديوم المجاورة لمنطقة الصفيحة الانتهائية مما يؤدي لدخول المزيد من الصوديوم وإحداث جهد فعل في المنطقة المجاورة، والذي يحفز فتح المزيد من القنوات وهكذا دواليك، حتى ينتقل جهد الفعل إلى نهاية الليف العضلي. يدخل جهد الفعل إلى داخل الليف العضلي عن طريق الأنيبيبات المستعرضة.
وبذلك نكون أتتمنا الخطوة الأولى من الانقباض وهي تحويل الإشارة الكيميائية القادة من العصب إلى إشارة كهربائية على الليف العضلي وحققنا «الاستثارة» لليف العضلي.
تحتوي الأنيبيبات المستعرضة على مستقبل يسمى ثنائي هيدرو بيريدين dihydropyridine – DHP والذي يرتبط ميكانيكيا بقنوات إطلاق الكالسيوم في الشبكة الإندوبلازمية الملساء في الليف العضلي. عندما يصل جهد الفعل إلى هذا المستقبل يتغير شكله مما يؤدي إلى فتح قنوات إفراز الصوديوم على الشبكة الإندوبلازمية الملساء مما يؤدي إلى إفراز الكالسيوم منها. دور الكالسيوم هنا في تقارن الاستثارة والتقلص هو أنه سيرتبط بجزيئات التروبونين (Troponin-C) والمرتبطة بدورها بجزيئات التروبوميوسين، فيؤدي ارتباط الكالسيوم بالتروبونين إلى سحب التروبونين إلى داخل التلم الموجود بين سلسلتي الأكتين الملتفتين حول بعضهما (F-actin)، مما يعني كشف مواقع ارتباط رؤوس الميوسين بالأكتين، لأكون دقيقاً أكثر: التروبوميوسين يغطي جزئياً مواقع ارتباط الأكتين بالميوسين؛ ولذلك لا يسمح بأن يكون ارتباط الأكتين بالميوسين كاملاً؛ مما يمنع تكوين قوة التجديف (power stroke) بواسطة رؤوس الميوسين، وعند إزاحته عن مواقع الارتباط سوف يسمح بارتباط الأكتين بالميوسين بشكل كامل ويسمح بتكوين قوة التجديف مما يعني انقباض العضلة.
بذلك نكون أتممنا الخطوة الثانية وهي تقارُن الاستثارة والتقلّص، وعرفنا بدور الكالسيوم في ذلك، ولنأت إلى العملية الأهم وهي الانقباض.

### عملية الانقباض
وصلنا حتى الآن إلى الخطوة الأخيرة في سلسلة خطوات انقباض الليف العضلي، وسنعود قليلاً إلى الوراء (أي إلى ما قبل عملية الاستثارة نفسها) لنرى -بشكل متكامل- كيف تجري عملية الانقباض.
تنقبض العضلة بالخطوات التالية:

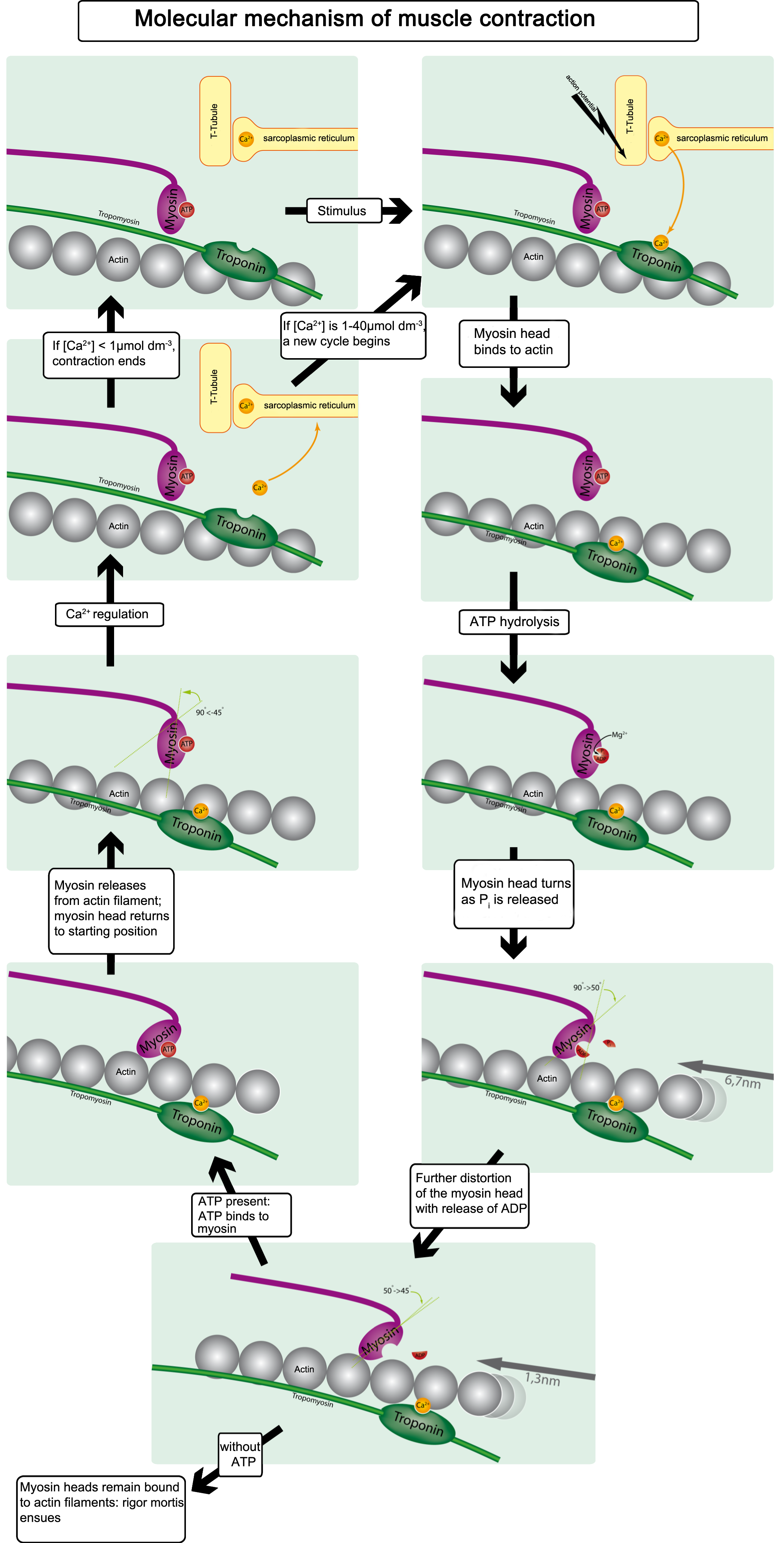
خطوات انقباض الليف العضلي

1. حالة التيبس: وهي الحالة التي يكون فيها رأس الميوسين مرتبطاً بجزيئات الأكتين (G-actin)، وكذلك لا يوجد أي جزيء ATP مرتبطاً برأس الميوسين. تحدث هذه الحالة لوقت قصير في العضلة الحية. ملاحظة: الزاوية بين الرأس وخيط الميوسين 45.
2. ارتباط الـATP: يرتبط جزيء الـATP بموقع ارتباطه على رأس الميوسين مما يغير من أُلفَةِ الميوسين للارتباط بالأكتين فيؤدي ذلك إلى انفصاله عنه.
3. تميؤ الـATP: لرأس الميوسين (وبالتحديد المنطقة المحيطة بالـATP المرتبط الآن بالميوسين) خاصية تحليل الـ ATP أو (ATPase activity)، فبعد أن يرتبط الـATP بموقع ارتباطه على رأس الميوسين، يقوم رأس الميوسين بتمييئ الـ ATP إلى ADP ومجموعة فوسفات (التميُّؤ: تحلل المركب باستخدام الماء، وهو يختلف عن التميه الذي هو إضافة الماء للمركب) ويبقيان متصلين ولا ينفصلان عن رأس الميوسين.
4. إعادة ارتباط الميوسين بالأكتين ارتباطاً ضعيفاً: الطاقة الناتجة من الـATP تستخدم في رفع رأس الميوسين ليرتبط بالأكتين بحيث يكون مكان الارتباط الجديد بعيداً جزيئاً أو اثنين عن الجزيء السابق (الذي كان مرتبطاً به في المرحلة الأولى). من المهم لفهم العملية هذه معرفةُ أن رأس الميوسين يملك طاقة وضع (مشابهة لطاقة الوضع المختزنة في نابض مشدود) وهي الطاقة التي سيستخدمها رأس الميوسين في تنفيذ «إيقاع الطاقة» (power stroke) وهو الحركة المنتظمة أو المتكررة التي تحدث في رأس الميوسين والتي تحتاج طاقة. الـADP والفوسفات تبقى متصلى برأس الميوسين.
5. تحرير الفوسفات وإيقاع الطاقة: يبدأ الإيقاع بتحرير الفوسفات من مكان ارتباطه على رأس الميوسين. وتجري بانحناء رأس الميوسين باتجاه خط M، وبحركته تلك يسحب معه خيط الأكتين باتجاه الحركة أي منتصف القطعة العضلية. تسمى هذه العملية أيضاً انحناء الجسر المستعرض؛ وذلك لأن الرأس والرزة سوف يميلان من زاوية 90 إلى 45 (بالنسبة لخيط الميوسين).
6. إطلاق الـ ADP: يُطلق الـADP من مكان ارتباطه وهو آخر المتبقيات من تحلل الـATP، وبذلك يبقى رأس الميوسين مرتبطاً بالأكتين بشكل محكم في حالة التيبس (الحالة الأولى مرة أخرى). ويكون رأس الميوسين مستعداً لعمل دورة أخرى بمجرد ارتباط جزيء ATP آخرَ برأس الميوسين يبدأ الدورة من جديد.

للـATP أهمية كبيرة في عملية الانقباض كما اتضح مما سبق، فارتباط الـATP بعد الخطوة الأخيرة هو السبب في إعادة خطوات الانقباض، وله دور مهم في إعادة الكالسيوم إلى الشبكة الإندوبلازمية الملساء كما شُرح في الأعلى. ففي حالة الشخص عندما يموت يحدث تيبس في عضلاته وهو ما يعرف بـ«تيبس الميت» والذي يحدث بسبب توقف التزويد بالـATP والذي يحدث بسبب توقف عمليات الأيض. مما يعني أن الكالسيوم لن يعود للشبكة الإندوبلازمية الملساء (مما يعني أن الكالسيوم يبقى مرتبطاً بخيط التروبوميوسين فلا تعود الخيوط لإغلاق موقع ارتباط الأكتين بالميوسين) وكذلك لا يوجد ATP بشكل كاف ليرتبط بالميوسين لتستمر دورات الانقباض مما يعني أن تبقى العضلة على حالتها الأخيرة قبل الموت. تيبس الميت له أهمية في معرفة ساعة الوفاة أو وقتها التقريبي؛ فتيبس العضلات يستمر لمدة 15 إلى 25 ساعة بعد الوفاة، وإنما تنبسط العضلة بعد هذه الفترة وذلك بسبب الإنزيمات الموجودة في الأجسام الحالة أو «اليَحاليل» (lysosomes). في الوضع الطبيعي تحتوي الأجسام الحالة إنزيمات محللة لتحليل بعض المواد مثل جزيئات الطعام أو الفيروسات أو بعض العضيات الفاسدة في الخلية، ولذلك لو أُطلِقت هذه الإنزيمات فإنها ستحلل مكونات الخلية فإطلاقها في الليف العضلي يحلل الألياف والخيوط مؤدياً إلى انفصال الجسور العرضية وبالتي ارتخاء العضلات.
وقاية الجهاز العضلي:
تمكن العضلات من القيام بالحركات، إلى أن إمكانية عملها محدودة، وللرفع من فعاليتها، وجب تزويدها بتغذية متوازنة، وإخضاعها لتمارين رياضية سليمة في بيئة خالية من الملوثات والمنشطات.